# オーランド連合
オーランド連合（オーランドれんごう、スウェーデン語: Åländsk Samling）は、フィンランドの政党。フィンランドの国会であるエドゥスクンタには、全200議席のうち1議席がオーランド諸島に割り当てられており、国会内ではオーランド諸島の公用語であるスウェーデン語を話すスウェーデン人民党と活動を共にすることも多い。